# Goodbye to Yesterday
Goodbye to Yesterday è un brano musicale interpretato dai cantanti estoni Elina Born e Stig Rästa, pubblicato nel 2015.
La canzone ha rappresentato l'Estonia all'Eurovision Song Contest 2015, classificandosi al 7º posto finale con 106 punti, nonostante fosse una delle favorite alla vittoria.

## Tracce
1. Goodbye to Yesterday – 2:59